# アスビオファーマ
アスビオファーマ株式会社はかつて存在した医薬品の研究開発を行っていた企業で、第一三共の子会社であった。

## 概要
元々は、1979年にサントリー（現・サントリーホールディングス）が医薬事業部を創業したことに始まる。その後、1991年に同社の医薬品第一号商品として抗不整脈治療剤「サンリズム」を発売した。
その後、「サンリズム」の販売提携を行うなど、長年の信頼関係にあった第一製薬とサントリーの共同出資によりサントリーの医薬事業部を分社化し、現会社の前身となる第一サントリーファーマを設立した（出資比率：サントリー34%、第一製薬66%）。
その後、第一製薬の完全子会社化を機に第一アスビオファーマに商号変更し、本社を東京都港区赤坂に移転。2007年4月に親会社の第一製薬が三共と統合し、第一三共に商号変更すると同時に現社名となった。
そして、グループ再編に伴って、2010年4月からは医薬品の研究開発一筋に行うこととなり、同年10月にはこれまで分散していた本社並びに国内の研究所を集約し、兵庫県神戸市のポートアイランドにある神戸医療産業都市に竣工された本社機能・研究所を兼ね備えた新事業所へ移転した。
ちなみに社名の"アスビオ"とは、ギリシャ神話の医術・薬の神「アスクレーピオス」にちなんだ造語で、日本語の「明日のバイオ（生命）」という意味にもつながっている。
2018年4月1日付で第一三共株式会社へ吸収合併されたことで解散となった。

## 沿革
- 1979年 - サントリー（現・サントリーホールディングス）が医薬事業部を設立
- 1991年 - 第一号医薬品「サンリズム」製造開始
- 2002年12月 - サントリーと第一製薬の共同出資により第一サントリーファーマを設立。翌月にサントリーの医薬事業部の全事業を承継し営業開始
- 2005年4月 - 第一サントリー生物医学研究所を吸収合併
- 2005年10月 - 第一製薬の完全子会社化に伴い、商号を第一アスビオファーマに変更すると共に、本社を東京都港区赤坂へ移転。
- 2007年4月 - 商号をアスビオファーマに変更
- 2010年4月 - 生産機能をグループ会社の第一三共プロファーマに移管すると共に、保有していた製品、知的財産権等の権利・機能をグループ内で再編し、研究開発企業に特化。
- 2010年10月 - 本社・生物化学研究所・バイオ創薬センターを集約し、兵庫県神戸市へ移転。
- 2018年4月 - 第一三共株式会社へ吸収合併され解散。